# Antoni Villalonga
Antoni Villalonga i Pérez (Palma de Mallorca, 1821 - 1910) fue un político español, dirigente del republicanismo y alcalde de Palma, hijo de Francisco Villalonga Escalada y padre del también político Francisco Villalonga Fàbregues.  
Fue uno de los dirigentes del Partido Democrático en Mallorca en la década de 1850, y en 1856 fue nombrado vicepresidente del Comité de Palma. En 1863 fue archivero del Ateneo Balear y evolucionó hacia el republicanismo. Cuando estalló la revolución de 1868 fue uno de los jefes de la Junta Revolucionaria con Rafael Manera, Miquel Quetglas e Ignasi Vidal i Bennàsser. Organizó el Comité Republicano de las Islas Baleares, que formó la sección balear del Partido Republicano Democrático Federal, y fue elegido diputado por Palma en las elecciones generales de abril de 1872, agosto de 1872 y 1873. También fue alcalde de Palma de febrero a julio de 1872. Entre sus actuaciones más destacadas al frente de la alcaldía se encuentra el derribo del convento de la Misericordia.
En 1875, una vez se produjo la restauración borbónica, fue encarcelado en Valencia. Después se dedicó durante un tiempo a los negocios, y fue presidente de la Companyia Adobera i Industrial (1881) y de la Societat d'Enllumenat per Gas, y vicepresidente de la Sociedad Agrícola e Industrial. En 1881 participó en la reconstitución del Partido Republicano Federal en Mallorca y en 1884 participó en la fundación de la Unión Obrera Balear. Fue candidato republicano a las elecciones de 1881, 1891 y 1893, pero no fue elegido. En 1893 participó en la nueva Unión Republicana, con la que llegó a ser concejal de Palma de 1901 a 1905.